# Línguas friso-saxônicas

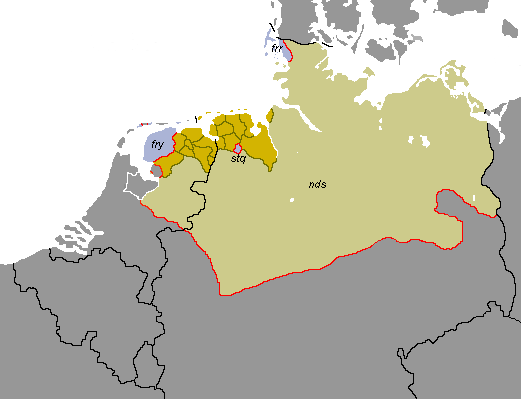
Baixo alemão
Línguas friso-saxônicas
Línguas frísias

As línguas friso-saxônicas (em neerlandês:  friso-saksisch) é um grupo de dialetos germânicos ocidentais encontrados ao redor da costa do Mar do Norte na Holanda e na Alemanha, em uma área historicamente conhecida como Frísia. Eles são dialetos do baixo alemão / baixo saxão que sofreram forte influência de uma língua frísia. O termo foi estabelecido pelo pesquisador holandês Johan Winkler em seu trabalho sobre os dialetos holandês, baixo-alemão e frisão na região. Nas décadas seguintes, o termo foi adotado por alguns dos sucessores de Winkler.
A maioria dos dialetos friso-saxões são falados em áreas que eram historicamente falantes do frisão, até que o frisão foi gradualmente substituído pelo baixo saxão, no final da Idade Média. No entanto, o frísio manteve-se como substrato desde então nas regiões em causa. A única exceção a esta regra é Stellingwarfs, um dialeto baixo saxão que sofreu influência especialmente do Frísio Ocidental.  A maioria dos outros dialetos Friso-Saxon teve maior influência do Frísio Oriental, por exemplo Frísio Oriental Baixo Saxão e Gronings, enquanto o dialeto de Dithmarschen sofreu maior influência do Frísio do Norte.